# Lucio Martínez
Lucio Martínez est un karatéka argentin connu pour avoir remporté la médaille de bronze en kumite individuel masculin moins de 65 kilos aux championnats du monde de karaté 2004 à Monterrey, au Mexique.

## Résultats
| Résultat | Date          | Épreuve                   | Catégorie | Compétition                | Ville hôte            |
| -------- | ------------- | ------------------------- | --------- | -------------------------- | --------------------- |
| [ 1 ]    | Novembre 2004 | Kumite individuel - 65 kg | Seniors   | Championnats du monde 2004 | Monterrey, au Mexique |